# Pablo De Nicola
Pablo De Nicola (Capital Federal, Buenos Aires, 25 de abril de 1977) es un exfutbolista argentino. Se desempeñaba como arquero.

## Clubes
| Club                         | País      | Año       |
| ---------------------------- | --------- | --------- |
| All Boys                     | Argentina | 1999-2003 |
| Talleres (RdE)               | Argentina | 2004-2005 |
| All Boys                     | Argentina | 2006      |
| General Lamadrid             | Argentina | 2007-2008 |
| Cañuelas                     | Argentina | 2008      |
| Sacachispas                  | Argentina | 2009      |
| Villa Dálmine                | Argentina | 2009-2013 |
| Social Obrero UOCRA (Zárate) | Argentina | 2014      |